# Olindias formosus
Olindias formosus es una especie de hidrozoo de la familia Olindiidae.
La picadura de esta medusa es dolorosa, dejando una erupción. Es integrante del género de medusas Olindias.